# ȴ
Cette page contient des caractères spéciaux ou non latins. S’ils s’affichent mal (▯, ?, etc.), consultez la page d’aide Unicode.
ȴ, appelé L bouclé, est un symbole non standard de l’alphabet phonétique international utilisé en sinologie. Il s'agit de la lettre L ‹ l › diacritée d’une boucle.

## Utilisation
Dans l’alphabet phonétique international non standard utilisé en sinologie, le symbole [ȴ] représente une consonne spirante latérale alvéolo-palatale sourde, habituellement considérée comme une consonne spirante latérale palatale voisée transcrite [l̠ʲ] ou [ʎ̟] avec l’alphabet phonétique international standard.

## Représentations informatiques
Le l bouclé peut être représenté avec les caractères Unicode suivants (Alphabet phonétique international) :
| formes    | représentations | chaînes de caractères | points de code | descriptions                     |
| --------- | --------------- | --------------------- | -------------- | -------------------------------- |
| minuscule | ȴ               | ȴ                     | U+0234         | lettre minuscule latine l bouclé |